# アルバート・フィニー
アルバート・フィニー（Albert Finney, 1936年5月9日 - 2019年2月7日）は、イギリスの俳優。グレーター・マンチェスター、サルフォード出身。

## 来歴・人物
王立演劇学校を卒業し（当時の同級生にピーター・オトゥールがいる）、舞台で活躍。1959年には舞台『コリオレイナス』でローレンス・オリヴィエやヴァネッサ・レッドグレイヴ等と共演した。1960年に『寄席芸人』で映画デビュー。これまで5度アカデミー賞にノミネートされており、1963年の『トム・ジョーンズの華麗な冒険』ではヴェネツィア国際映画祭男優賞を、1983年の『ドレッサー』ではベルリン国際映画祭男優賞を受賞した。生涯で3度ゴールデングローブ賞を受賞した。
1974年には映画『オリエント急行殺人事件』で主役エルキュール・ポワロ役を演じた。1990年以降は、コーエン兄弟、スティーヴン・ソダーバーグ、ティム・バートンなど、スタイリッシュな監督の作品で多く活躍した。
私生活では1957年に女優のジェーン・ウェナムと結婚し息子を一人もうけるが1961年に離婚。1970年にフランスの女優アヌーク・エーメと再婚したが、1978年に離婚した。2006年に再び再婚している。
1980年に大英帝国勲章を、2002年には爵位を辞退している。
2019年2月7日、ロンドン・チェルシーの癌病院、王立マースデン病院 (en) にて胸部感染症で死去。享年82歳。

## 主な出演作品
| 公開年 | 邦題 原題                                                       | 役名                             | 備考 | 吹替                                          |
| ------ | --------------------------------------------------------------- | -------------------------------- | --- | --------------------------------------------- |
| 1960   | 寄席芸人 The Entertainer                                        | ミック・ライス                   | |                                               |
| 1960   | 土曜の夜と日曜の朝 Saturday Night and Sunday Morning            | アーサー・シートン               | 英国アカデミー賞新人俳優賞受賞 |                                               |
| 1963   | トム・ジョーンズの華麗な冒険 Tom Jones                          | トム・ジョーンズ                 | ヴェネツィア国際映画祭男優賞受賞 アカデミー主演男優賞 ノミネート | 野沢那智（NETテレビ版） 青野武（TBS版）       |
| 1963   | 勝利者 The Victors                                              | ロシア兵                         | | TBA                                           |
| 1967   | いつも2人で Two for the Road                                    | マーク・ウォレス                 | | 前田昌明                                      |
| 1970   | クリスマス・キャロル Scrooge                                    | スクルージ                       | ゴールデングローブ賞 主演男優賞 (ミュージカル・コメディ部門)受賞 |                                               |
| 1974   | オリエント急行殺人事件 Murder on the Orient Express             | エルキュール・ポワロ             | アカデミー主演男優賞 ノミネート | 田中明夫（テレビ朝日版） 塾一久（追加録音版） |
| 1977   | デュエリスト/決闘者 The Duellists                               | フーシェ                         | | 加藤正之                                      |
| 1981   | ウルフェン Wolfen                                               | デューイ・ウィルソン             | | （吹き替え版なし）                            |
| 1981   | マーチン・シーン/アルバート・フィニーの 大強奪 Loophole         | ダニエルズ                       | |                                               |
| 1982   | アニー Annie                                                    | ウォーバックス                   | | 上條恒彦                                      |
| 1982   | シュート・ザ・ムーン Shoot the Moon                             | ジョージ                         | |                                               |
| 1983   | ドレッサー The Dresser                                          | 座長                             | ベルリン国際映画祭銀熊賞 (男優賞)受賞 アカデミー主演男優賞 ノミネート                                                                                                 | （吹き替え版なし）                            |
| 1984   | 火山のもとで Under the Volcano                                  | ジェフリー・ファーミン           | アカデミー主演男優賞 ノミネート | 吉水慶                                        |
| 1987   | オーファンズ Orphans                                            | ハロルド                         | |                                               |
| 1990   | ミラーズ・クロッシング Miller's Crossing                        | レオ・オバノン                   | | 阪脩                                          |
| 1992   | トゥルーラブ The Playboys                                       | ヘガティ                         | |                                               |
| 1992   | リッチ・イン・ラブ Rich in Love                                 | ウォレン                         | |                                               |
| 1994   | 明日にむかって… The Browning Version                            | アンドリュー・クロッカー＝ハリス | | 小林修                                        |
| 1994   | マン・オブ・ノー・インポータンス A Man of No Importance         | アルフレッド・バーン             | |                                               |
| 1999   | 背信の行方 Simpatico                                            | シムズ                           | |                                               |
| 1999   | ブレックファースト・オブ・チャンピオンズ Breakfast of Champions | キルゴア・トラウト               | | 藤本譲                                        |
| 2000   | エリン・ブロコビッチ Erin Brockovich                            | エドワード・L・マスリー          | 全米映画俳優組合賞助演男優賞受賞 アカデミー助演男優賞 ノミネート | 阪脩（ソフト版） 大塚周夫（テレビ朝日版）     |
| 2000   | トラフィック Traffic                                            | ホワイトハウスのチーフスタッフ   | | 岩田安生                                      |
| 2002   | チャーチル/大英帝国の嵐 The Gathering Storm                     | ウィンストン・チャーチル         | テレビ映画 エミー賞男優賞（ミニシリーズ・テレビ映画部門）受賞 ゴールデングローブ賞男優賞（ミニシリーズ・テレビ映画部門）受賞 英国アカデミー賞テレビ部門主演男優賞受賞 |                                               |
| 2003   | ビッグ・フィッシュ Big Fish                                     | エドワード・ブルーム             | | 石田太郎（ソフト版） TBA（機内上映版）        |
| 2004   | オーシャンズ12 Ocean's Twelve                                   | ギャスパー・ルマーク             | | 長克巳（ソフト版） 稲垣隆史（日本テレビ版）   |
| 2005   | ティム・バートンのコープスブライド Corpse Bride                 | フィニス・エヴァーグロット       | 声の出演 | 土師孝也                                      |
| 2006   | プロヴァンスの贈りもの A Good Year                              | ヘンリーおじさん                 | | 大木民夫（ソフト版） 勝部演之（機内上映版）   |
| 2006   | アメイジング・グレイス Amazing Grace                            | ジョン・ニュートン               | | （吹き替え版なし）                            |
| 2007   | ボーン・アルティメイタム The Bourne Ultimatum                   | アルバート・ハーシュ             | | 大塚周夫（ソフト版） 石田太郎（フジテレビ版） |
| 2007   | その土曜日、7時58分 Before the Devil Knows You're Dead          | チャールズ・ハンソン             | | 稲垣隆史                                      |
| 2012   | ボーン・レガシー The Bourne Legacy                              | アルバート・ハーシュ             | | 大塚周夫                                      |
| 2012   | 007 スカイフォール Skyfall                                      | キンケイド                       | | 稲垣隆史                                      |

## 参照
1. ↑  “Actor Albert Finney dies aged 82” (英語). (2019年2月8日) 2019年2月8日閲覧。
2. ↑  アルバート・フィニーさん死去 イギリスの名優
3. ↑  Quentin Falk (1993). Albert Finney in Character: A Biography. Robson Books. ISBN 0-86051-823-X
4. ↑  Laurence Olivier, Confessions of an Actor,Orion, 1994, p243
5. ↑  "Revealed: secret list of 300 who scorned honours", The Sunday Times, 21 December 2003
6. ↑  Guy, Jack (2019年2月9日). “Albert Finney, five-time Oscar nominee, dead at 82”. CNN
7. ↑  Cowell, Alan (2019年2月8日). “Albert Finney, 'Angry Young Man' Who Became a Hollywood Star, Dies at 82”. The New York Times 2019年2月8日閲覧。
8. ↑  “Actor Albert Finney dies aged 82”. BBC. (2019年2月8日)